# Pálio (cobertura)

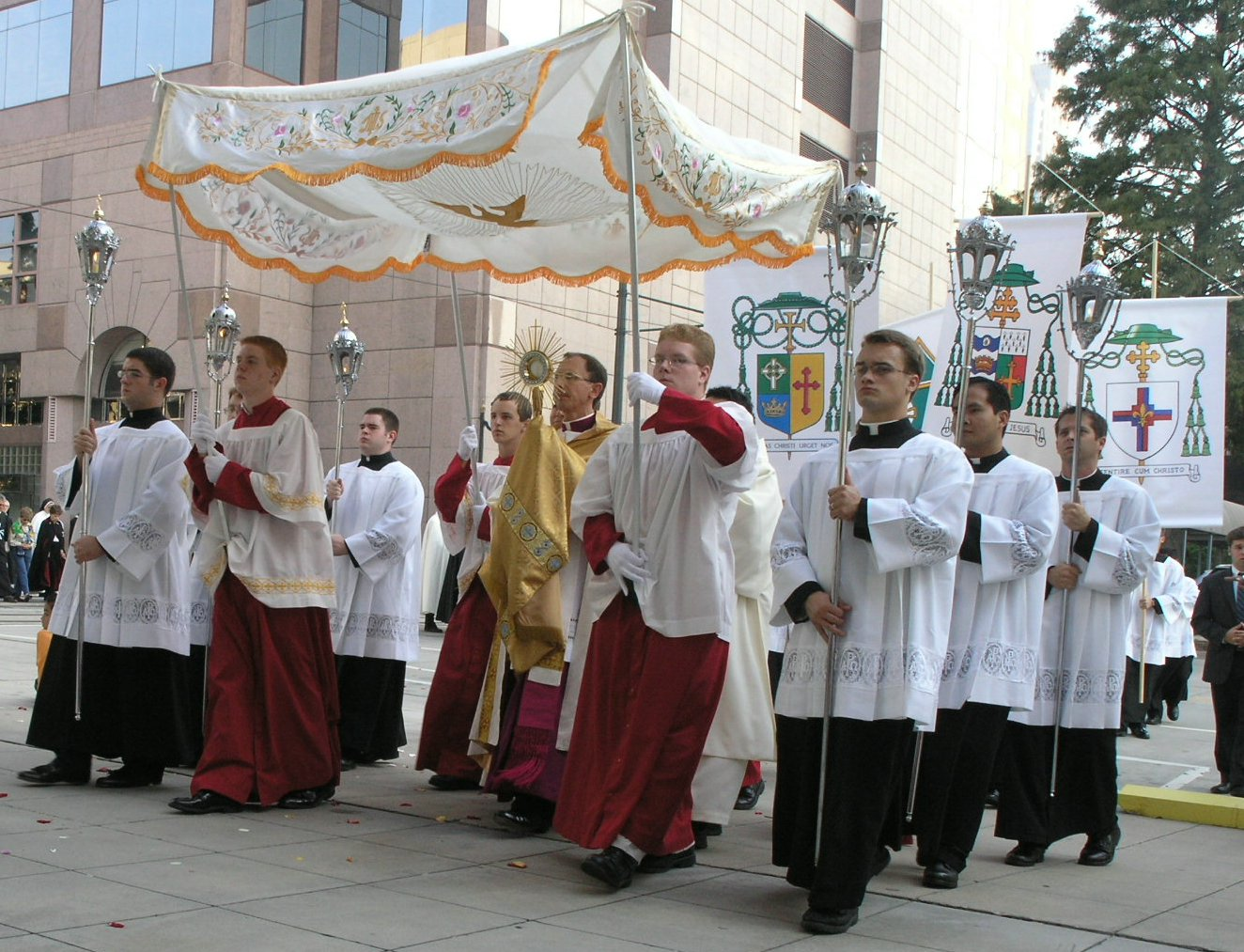
Procissão com Santíssimo Sacramento sob o pálio

Pálio (do latim pallium: capa ou manto, cobertura e este do verbo palliare: cobrir, vindo do grego Πάλλω: mover ligeiramente) é uma espécie de sobre-céu ou dossel portátil, feito de um quadrilongo de pano de seda, com abas pendentes e franjadas, e sustentado por varas, para ser levado à mão e que serve para cobrir, como sinal de distinção e honra, nos cortejos e procissões solenes, a pessoa ou objeto que mais se pretende honrar.

## Uso
O Pálio é usado, principalmente, nas procissões religiosas para cobrir o Santíssimo Sacramento ou a imagem do Senhor Morto. No uso litúrgico, o pálio, assim como a umbela, pode ser de qualquer uma das cores litúrgicas (branco, vermelho, verde, roxo, rosa, preto, dourado e prateado), de acordo com as rubricas do dia.
Nas cortes é usado para cobrir os imperadores, reis e príncipes, nas ocasiões de paradas.